# XV. sjezd KSČ

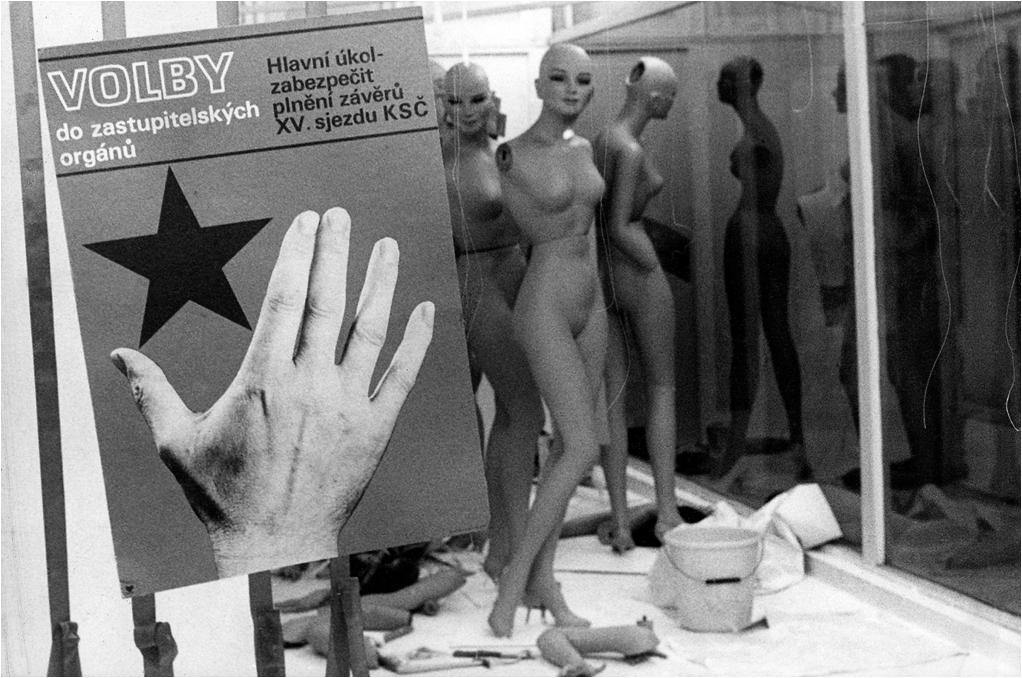
Plakát na výloze agitující k volbám a odkazující na závěry XV. sjezdu KSČ

XV. sjezd KSČ byl sjezd tehdy vládnoucí Komunistické strany Československa konaný v ČSSR v období normalizace roku 1976.
Sjezd se odehrával ve dnech 12.–16. dubna 1976. Konal se v Praze, ve Sjezdovém paláci. Účastnilo se ho 1318 delegátů, kteří zastupovali 1 382 860 tehdejších členů KSČ. Generálním tajemníkem strany byl zvolen Gustáv Husák, předsedou Ústřední kontrolní a revizní komise se stal Miloš Jakeš. Sjezd zvolil 121 členů a 52 kandidátů Ústředního výboru Komunistické strany Československa.
Sjezd představoval výraz dočasné stability normalizačního režimu. Počet členů KSČ začal po čistkách po porážce pražského jara opět narůstat (od XIV. sjezdu KSČ o téměř 200 000). Sjezd potvrdil dosavadní kurz a neprovedl žádné zásadní personální ani programové změny.